# Kelláki
Kelláki (grec moderne : Κελλάκι) est un village chypriote situé dans le district de Limassol et comptant plus de 299 habitants.